# KkStB 40
KkStB 40 вантажні тендерні паротяги, що використовувались на Львівсько-Чернівецько-Ясській залізниці (нім. Lemberg-Czernowitz-Jassy-Eisenbahn) (LCJE), Галицькій залізниці імені Карла Людвіга (нім. Galizische Carl Ludwig-Bahn) (CLB) і Богемською західною залізницею (нім. Böhmische Westbahn) (BWB).

## Історія

### Львівсько-Чернівецько-Ясська залізниця
На замовлення залізниці віденська фабрика Sigl декількома партіями впродовж 1866-1887 років. Вони утворили серію IVd з №1–17, 35–39, 58–63, 68-69, 81–83. На перший період паротяги отримали власні назви від прилеглих до залізниці міст "CZERNOWITZ","STANISLAU","JEZUPOL", "CHODORÓW", "BORYNICZE", "BURSZTYN", "OTTYNIA", "ZABLOTÓW", "PRUT","LWÓW", "ODESSA", "SNIATYN", "LIPA", "BYSTZYCA", "DERELUI","JACUBENI","KIMPOLUNG", "GURA HUMORA", "DORNA", "SADAGORA", "RADAUTZ", "CZEREMOSZ","KAŁUSZ", "STRYJ", "KIRLIBABA","DNIESTR (ŻOŁKIEW)", "LUŻAN (RAWRUSKA)", "KOLOMIYA (BEŁZEK)", "GALAŢI (GIUMALEU)", "BUCURESCI (RAREU)". Після одержавлення залізниці паротяги отримали позначення kkStB 40.01–30, на які під час модернізації встановили нові котли (1880-1891). Паротяги з №68, 69 (kkStB 40.29–30) передали на Буковинську локальну залізницю (нім. Bukowinaer Lokalbahnen) (BLB), де вони отримали №020 і 021. Невідома кількість паротягів, що використовувалась румунській ділянці LCJE, після війни дісталась Румунським залізницям (C.F.R).

### Галицька залізниця імені Карла Людвіга
Для залізниці фабрики Wiener Neustädter Lokomotivfabrik та Sigl виготовили паротяги (1859-1864), яким в залежності від типу котла присвоїли номери CLB 43-70 імена "TREMBOWINA", "DELATYN", "SKIT", "ŁOBZÓW", "HALICZ", "SUCHA", "CZORSTYN", "KAŁUSZ", "POPRAD", "WISŁOK", "DUNAJEC", "BOCHNIA", "KROSNO", "RADA", "SERET", "SWICA", "OJCÓW", "IWONICZ", "TYNIEC", "USZWICA", "WAWEL", "MOŁDAWA", "BIELANY", "LANCKORONA", "PILZNO", "PEŁTEW", "SOLA", "ZATOR" і згодом серії IIIa (№28-29),IIIb (№43–50, 52–70),ІІІс (51). Після одержавлення залізниці паротяги отримали позначення kkStB 40.51–65. При модернізації на них встановили котли, які в залежності від типу котлів виробляли різний тиск пару. Одночасно після 1892 розпочалось списання паротягів. .

### Богемська західна залізниця
Залізниця купила 30 паротягів (1861-1872), які спочатку виготовляла віденська фабрика Sigl, а згодом мюнхенська Maffei. Паротяги Sigl отримали позначення серії BWB ІІ і №4–8, 16–25 Після одержавлення залізниці 1894 паротяги отримали позначення kkStB 40.70–99. Після завершення війни декілька паротягів потрапило до ÖBB, де їх вивели з експлуатації без присвоєння нового позначення, а 10 паротягів дісталось ČSD (Чехословацька державна залізниця), де з позначенням серії 312.4 використовувались до 1931 року.

### Технічні дані паротяга KkStB 40
|                              |             |                       |                       |
| Розміри                      | Параметри   | Параметри             | Параметри             |
| Залізниці                    | LCJE        | CLB                   | BWB                   |
| Роки випуску                 | 1866-1887   | 1859, 1861–1862, 1864 | 1861-1872             |
| Країна-виробник              | Австро      | Угорська              | імперія               |
| Завод-виробник               | Sigl.Відень | Sigl • W N L. Відень  | Sigl • Maffei. Мюнхен |
| Осьова формула               | C n2        | C n2                  | C n2                  |
| Ширина колії                 | 1435 mm     | 1435 mm               | 1435 mm               |
| Кількість циліндрів          | 2           | 2                     | 2                     |
| Діаметр циліндрів            | 420 мм      | 422 мм                | 435 - 422мм           |
| Хід поршня                   | 632 мм      | 632 мм                | 632 мм                |
| Діаметр рушійних коліс       | 1.264 мм    | 1.258 мм              | 1.258 мм              |
| Загальна колісна база        | 3.320 мм    | 3.320 мм              | 3.318 мм              |
| Загальна колісна база×Тендер | 10.300 мм   | 10.300 мм             | 10.186 мм             |
| Тиск пари                    | 8,0 атм.    | 6,5 / 7.0 / 8,0 атм.  | 10 атм.               |
| Випаровуюча поверхня котла   | 112,0 м²    | 107,3 / 110,2 м²      | 110,5 м²              |
| Площа труб нагріву           | м²          | 7,2 / 7,4 м²          | 7,9 м²                |
| Площа колосникових ґрат      | 1,4 м²      | 1,27 / 1 м²           | 1,63 м²               |
| Тендер                       | 20          | 20, 21                |                       |
| Маса паротяга порожнього     |             | 31,5 т                | 31,3 - 33,8 т         |
| Маса паротяга робоча         | 30,0 т      | 36,5 т                | 35,2 - 37,4 т         |
| Швидкість                    | км/год      | км/год                | км/год                |
| Зчіпна маса локомотива       | 30,0 т      | 36,5 т                | 35,2 - 37,4 т         |